# Elfershausen
Elfershausen es un municipio alemán, ubicado en el distrito de Bad Kissingen, en la región administrativa de Baja Franconia, en el Estado federado de Baviera. Asimismo, es la sede de la comunidad administrativa (Verwaltungsgemeinschaft) de Elfershausen.